# موگور ایسارسکو
موگور ایسارسکو (انگلیسی: Mugur Isărescu؛ زادهٔ ۱ اوت ۱۹۴۹) سیاست‌مدار اهل رومانی است. وی از ۱۶ دسامبر ۱۹۹۹ تا ۲۸ دسامبر ۲۰۰۰ نخست‌وزیر این کشور بود.
او فرماندار بانک ملی رومانی است، مقامی که از سپتامبر ۱۹۹۰ تاکنون در اختیار داشته است، به جز یک دوره یک‌ساله (۲۲ دسامبر ۱۹۹۹ تا ۲۸ دسامبر ۲۰۰۰) که در آن به عنوان نخست‌وزیر رومانی خدمت کرد. علاوه بر این، او همچنین عضو آکادمی رومانی است.
ایسارسکو دریافت‌کننده رتبه‌های صلیب بزرگ و ریسمان از نشان ستاره رومانی است.
خانواده سلطنتی رومانی به او عنوان «فرمانده افتخاری شوالیه نشان تاج» را اعطا کرده است.

## دوران جوانی
ایسارسکو در دراگشانی، شهرستان ولنچا، رومانی متولد شد. پدر او معلم مدرسه بود که پس از تأسیس جمهوری خلق رومانی، در آکادمی مطالعات اقتصادی بخارست (ASE) تحصیل کرد، در دهه ۱۹۵۰ به عنوان مدیر بانکی کار کرد و سپس به مدت ۲۰ سال استاد حسابداری بود.
ایسارسکو در آکادمی مطالعات اقتصادی بخارست در رشته تجارت بین‌الملل تحصیل کرد و در سال ۱۹۷۱ فارغ‌التحصیل شد. او بین سال‌های ۱۹۷۵ تا ۱۹۸۹ به عنوان استادیار در همین مؤسسه فعالیت کرد. در سال ۱۹۸۹، ایسارسکو پایان‌نامه دکترای خود را درباره سیاست‌های نرخ ارز تحت نظارت کوستین کریتسکو دفاع کرد.
او به مدت ۱۹ سال به عنوان پژوهشگر در مؤسسه اقتصاد بین‌الملل کار کرد. ایسارسکو دوره‌های متعددی را در ایالات متحده گذراند و چندین مقاله درباره اقتصاد سرمایه‌داری نوشت. او ادعا می‌کند که گویی ۲۰ سال برای لحظه سال ۱۹۹۰ آماده شده بود.
در این دوره، او با استفاده از چندین نام مستعار به سرویس‌های مخفی کمونیستی گزارش‌هایی ارائه می‌داد که درباره زنانی با مشکلات مختلف، همکاران در مؤسسه و خارجی‌هایی که ملاقات می‌کرد، بودند. یکی از نام‌های مستعاری که ایسارسکو برای امضای گزارش‌ها به سکوریتاته استفاده می‌کرد، «مانوله» بود.
در فوریه ۱۹۹۰، پس از انقلاب ۱۹۸۹ رومانی، او شروع به کار در وزارت امور خارجه کرد. در مارس ۱۹۹۰، به عنوان دبیر امور اقتصادی و پولی به سفارت رومانی در ایالات متحده اعزام شد و مسئولیت مدیریت روابط رومانی با صندوق بین‌المللی پول و بانک جهانی را بر عهده داشت.
او انتظار داشت که رومانی ظرف چند سال به کمک صندوق بین‌المللی پول نیاز پیدا کند، اما با شگفتی دریافت که دولت ذخایر ارزی خارجی را در عرض شش ماه به اتمام رساند. به همین دلیل، او در ژوئیه ۱۹۹۰ به رومانی فراخوانده شد تا ریاست بانک ملی را بر عهده بگیرد.

## رئیس بانک ملی رومانی
در سپتامبر ۱۹۹۰، او توسط دولت رومانی به عنوان رئیس بانک ملی رومانی منصوب شد. در سال‌های اولیه، او چندین توافق‌نامه با صندوق بین‌المللی پول مذاکره کرد. مأموریت او توسط پارلمان رومانی در سال‌های ۱۹۹۱، ۱۹۹۸، ۲۰۰۴، ۲۰۰۹، ۲۰۱۴، ۲۰۱۹ و ۲۰۲۴ تمدید شد.
بر اساس مقاله‌ای از آکادمی رکوردهای جهانی، ایسارسکو در ۱۹ سال رهبری بانک ملی رومانی موفق شد هاله‌ای مرموز پیرامون سیاست‌های بانک ملی ایجاد و حفظ کند، و بسیاری اشاره کردند که دستور کار بانک از هر دولت رومانی مستقل باقی ماند. همان مقاله بیان می‌کند که بسیاری از تیم بانک ملی به خاطر نجات اقتصاد رومانی از فروپاشی مشابه بلغارستان، افزایش ذخایر طلا و یورو فراتر از نیازها، کاهش تورم به ارقام تک‌رقمی و معرفی لئوی جدید مورد تقدیر قرار می‌گیرند. در سال ۲۰۰۹، آکادمی رکوردهای جهانی او را به عنوان طولانی‌ترین فرماندار یک بانک مرکزی معرفی کرد.
او در یک سری از مباحثات قانونی مربوط به برخی قوانین حمایت از مصرف‌کنندگان، مانند «داتیو در سولوتیوم» و تبدیل فرانک سوئیس به لئوی رومانی، دخالت داشت. در این مباحثات، نقش برجسته‌ای ایفا کرد و به شدت از بانک‌ها در برابر بدهکاران رومانیایی حمایت کرد، به‌ویژه در دو سال آخر.

## نخست وزیر رومانی
در سال ۱۹۹۹، از ایسارسکو خواسته شد که نخست‌وزیر رومانی شود، که او با این شرط پذیرفت که پس از پایان دوره نخست‌وزیری به بانک ملی بازگردد. رئیس‌جمهور وقت، امیل کانستنتینسکو، با این شرایط موافقت کرد و در ۱۶ دسامبر ۱۹۹۹، ایسارسکو به عنوان نخست‌وزیر رومانی سوگند خورد، اما تنها برای مدت یک سال، زیرا در نوامبر ۲۰۰۰، ائتلاف حاکم انتخابات را باخت.
در نوامبر ۲۰۰۰، ایسارسکو برای ریاست‌جمهوری رومانی کاندیدا شد، اما شکست سنگینی خورد و جایگاه چهارم را به دست آورد و تنها ۹٪ از آرا را کسب کرد. پس از آن، او به بانک ملی رومانی بازگشت و دوره دیگری را به عنوان فرماندار آغاز کرد.
اگرچه ایسارسکو تنها یک سال به عنوان نخست‌وزیر خدمت کرد، او به عنوان کسی که روند اصلاحات را آغاز کرده است شناخته می‌شود، روندی که بعداً توسط آدریان ناستازه و کالین پاپسکو-تاریچانو ادامه یافت. در دوران نخست‌وزیری او، در ۱۵ فوریه ۲۰۰۰، رومانی رسماً مذاکرات خود را با اتحادیه اروپا آغاز کرد (فرایندی که با درخواست رومانی در سال ۱۹۹۵ و تأیید کمیسیون اروپا در ۱۳ اکتبر ۱۹۹۹ شروع شده بود). به عنوان فرماندار بانک ملی رومانی، موگور ایسارسکو از سال ۱۹۹۰ تاکنون سیاست‌های اقتصادی رومانی را هماهنگ کرده است.
ایسارسکو چندین بار بین سال‌های ۲۰۰۹ تا ۲۰۱۲ به عنوان جایگزینی مناسب برای امیل بوک به عنوان نخست‌وزیر رومانی مطرح شد. اما او پیشنهاد رئیس‌جمهور باسانسکو را رد کرد و از پذیرش مجدد سمت نخست‌وزیری خودداری کرد تا به عنوان فرماندار بانک ملی رومانی باقی بماند.